# Богучарское викариатство
Богуча́рское викариа́тство — викариатство Воронежской епархии Русской православной церкви. Названо по городу Богучар (ныне Воронежской области).

## История
Появилось в апреле 1921 года, когда епископом Богучарском стал Серафим (Соболев), которого Патриарх Тихон назначил управляющим русскими православными приходами в Болгарии. В том же году епископом Богучарским был избран архимандрит Серафим (Адамов). В том же году состоялась его хиротония. Но епископ Серафим (Соболев) об этом по-видимому не знал, продолжая титуловаться Богучарским до конца жизни.
В связи с образованием в мае 1928 года Центрально-Чернозёмной области и Россошанского округа в её составе, Богучарское викариатство упразднили, а взамен было учреждено Россошанское.

## Епископы
1. Серафим (Соболев) (1921)
2. Серафим (Адамов) (1921 — май 1922)
3. Варлаам (Лазаренко) (лето/осень 1925 — 6 февраля 1926)
4. Владимир (Горьковский) (18 сентября 1927 — 19 марта 1928)
5. Памфил (Лясковский) (19 марта — май 1928)